# Beatrice Straight
Beatrice Whitney Straight (2 d'agost de 1914, Old Westbury, Nova York - 7 d'abril de 2001, Los Angeles) va ser una actriu estatunidenca.

## Biografia
Nascuda a Old Westbury, Nova York, Straight és filla d'un inversor, Willard Dickerman Straight, i de Dorothy Payne Whitney. Tenia quatre anys quan el seu pare va morir a França de grip durant l'epidèmia de grip espanyola mentre servia a l'exèrcit dels Estats Units durant la Primera Guerra Mundial.
Després de tornar-se a casar la seva mare amb l'agrònom britànic Leonard K. Elmhirst el 1925, la família va anar a viure a Anglaterra. Allà Straight es va educar i va començar a actuar en produccions de teatre d'afeccionats.
Retornant als Estats Units, va fer el seu debut a Broadway el 1939 amb l'obra The Possessed. Gran part del seu treball de teatre era amb els clàssics, incloent-hi Twelfth Night  (1941), Macbeth, i The Crucible  (1953), per la qual va guanyar el Premi Tony a la millor actriu.
Straight estava activa els primers dies de la televisió, apareixent en sèries antològiques com Armstrong Circle Theatre, Hallmark Hall of Fame, Kraft Television Theatre, Studio One, The United States Steel Hour, Playhouse 90, i  Alfred Hitchcock Presents  i sèries dramàtiques com Dr. Kildare, Ben Casey, The Defenders, Route 66, Mission: Impossible, i St. Elsewhere.
Straight no va treballar amb freqüència al cinema, i és recordada pel seu paper com una dona aclaparada que s'enfronta amb el marit a Network (1976). Guanyava l'Oscar a la millor actriu secundària per la seva actuació que, amb cinc minuts i quaranta segons, és la més curta que mai ha guanyat un Oscar.
Altres actuacions al cinema i la televisió inclouen el paper de la mare de Lynda Carter a la sèrie Wonder Woman , i Marion Hillyard, la freda mare de Stephen Collins a The Promise. També feia el paper de la paranormal investigadora Martha Lesh a la pel·lícula Poltergeist (1982), el paper més vist de la seva carrera de cinema.

### Vida personal
Straight va estar casada dues vegades, primer amb el francès Louis Dolivet, un activista d'esquerres que va esdevenir l'editor de l'United Nations World i després productor de cinema. Es van divorciar el 1949, i immediatament es va casar amb l'actor i productor de Broadway Peter Cookson, amb qui va tenir dos fills.
Va patir la malaltia d'Alzheimer en els seus darrers anys. Straight va morir, però, de pneumònia a Los Angeles, a l'edat de 86 anys.

## Filmografia selecta
- 1952: Phone Call from a Stranger: Claire Fortness
- 1953: King Lear (TV): Goneril
- 1956: Patterns: Nancy Staples
- 1956: The Silken Affair: Theora
- 1959: Història d'una monja (The Nun's Story): Mare Christophe
- 1964: The Young Lovers: Mrs. Burns
- 1973: The Garden Party
- 1973: The Borrowers (TV): Mrs. Crampfurl
- 1975: Beacon Hill (sèrie TV): Mrs. Hacker
- 1976: Network: Louise Schumacher
- 1977: The World of Darkness (TV): Joanna Sanford
- 1977: Killer on Board (TV): Beatrice Richmond
- 1978: The Dain Curse (fulletó Tv): Alice Dain Leggett
- 1979: The Promise: Marion Hillyard
- 1979: Bloodline: Kate Erling
- 1980: La fórmula (The Formula): Kay Neeley
- 1981: Endless Love de Franco Zeffirelli: Rose Axelrod
- 1982: Poltergeist: Dr. Lesh
- 1982: King's Crossing (sèrie TV): Louisa Beauchamp
- 1983: Units pel destí (Two of a Kind): Ruth
- 1985: Robert Kennedy & His Times (fulletó Tv): Rose Kennedy
- 1985: Chiller (TV): Marion Creighton
- 1986: Poder (Power): Claire Hastings
- 1986: Under Siege (TV): Margaret Sloan
- 1988: Run Till You Fall (TV): Margaret
- 1990: People Like Us (TV): Maisie Verdurin
- 1991: Deceived: mare de Adrienne

## Premis i nominacions

### Premis
- Oscar a la millor actriu secundària pel seu paper a la pel·lícula Network de Sidney Lumet

### Nominacions
- Premi Emmy 1978 a la millor actriu secundària per: The Dain Curse (1978)
- Premi Razzie 1987 a la pitjor actriu secundària per: Power (1986)